# 戦略的補完性
戦略的補完性（せんりゃくてきほかんせい、英: Strategic complements）とは、複数均衡が存在する状況下において、各経済主体から見た場合、現状維持を選択することが自己の利益が最大化している状態を言う。

## 概要
ゲーム理論においては、プレーヤーは自分の利得を最大化する最適応答戦略を決める。
自分の努力だけでは利得は決まらないし、他人の利得への影響もあるモデルを前提とする。自分の行為は、周りのインセンティブに反応した結果である。自分がどれだけの努力するかは 、他の(n-1) 人の努力によって変わってくる。
すべての人にとって自己の利益が最大化していて、いったんナッシュ均衡に至ってしまうと、そこから変わっていこうとするインセンティブが存在しない。しかし、社会的に利益が最大化しているとは限らない。ナッシュ均衡にPositive Spilloversがある場合、協力的均衡はもっと高いところにある。そのような時、ある誰かがほんの少しだけ努力を増やしたとすると、均衡点はより高い協力均衡点へと移る。
戦略的補完性が存在する場合、乗数効果が存在し、自分の最適な行動も上がっていく。他人よりもちょっと努力することで、乗数効果で社会の均衡点が高いところに向かっていく。